# Storkågeträsk
Storkågeträsk är en småort i Skellefteå socken, Skellefteå kommun. 
I byn finns fortfarande en livaktig lanthandel (2022). En större arbetsgivare är exempelvis SEKÅ Lastfordon.

## Personer från Storkågeträsk
- Martin Lönnebo[6]